# Fercé-sur-Sarthe
Fercé-sur-Sarthe is een gemeente in het Franse departement Sarthe (regio Pays de la Loire) en telt 490 inwoners (1999). De plaats maakt deel uit van het arrondissement La Flèche.

## Geografie
De oppervlakte van Fercé-sur-Sarthe bedraagt 12,2 km², de bevolkingsdichtheid is 40,2 inwoners per km².

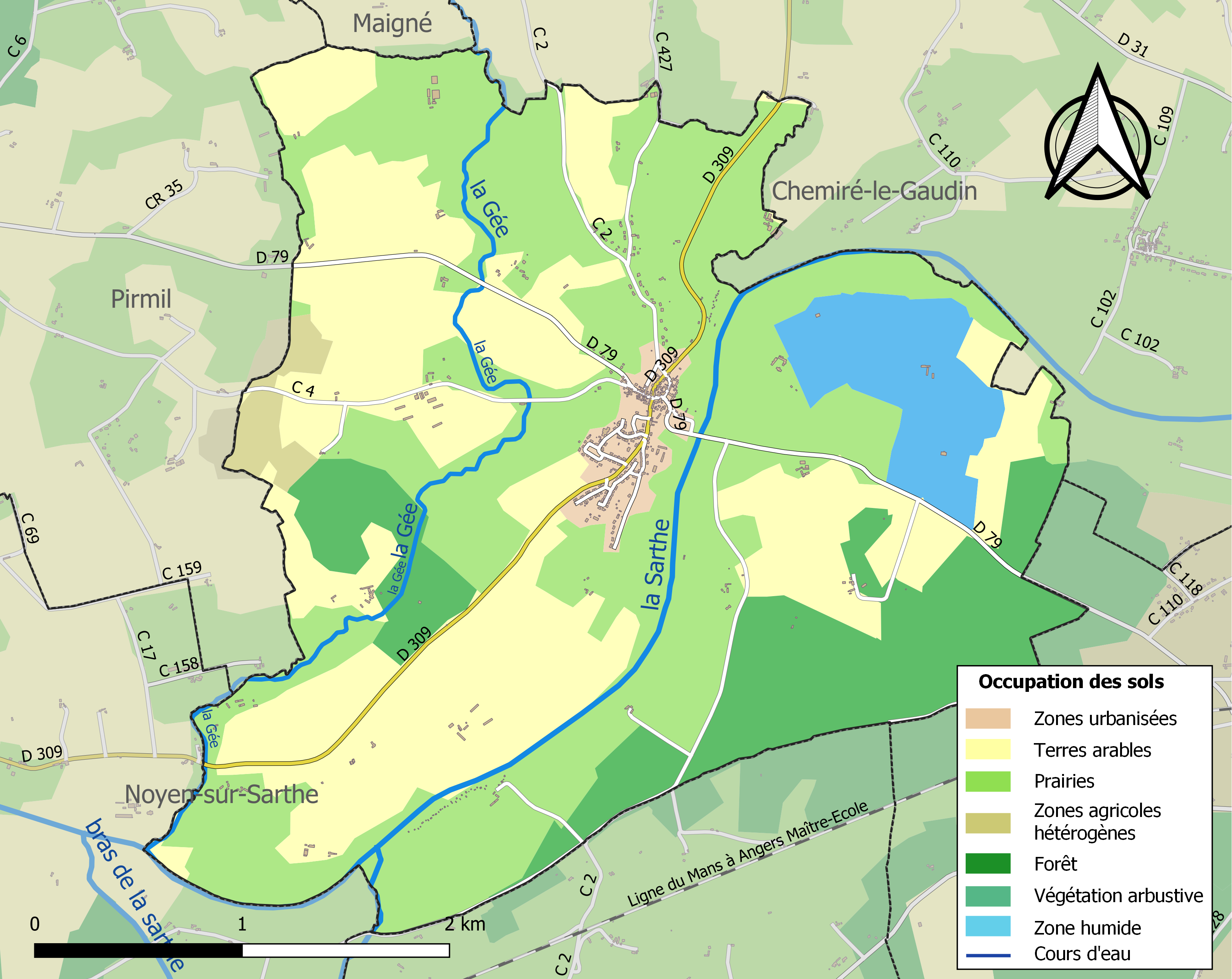
Kaart van de gemeente met de belangrijkste infrastructuur, bodemgebruik en omliggende gemeenten

## Demografie
Onderstaande figuur toont het verloop van het inwonertal (bron: INSEE-tellingen).
1. ↑  Populations de référence 2022.